# Arena Porte de la Chapelle
L’Arena Porte de la Chapelle (aussi connue sous son nom commercial Adidas Arena) est une salle polyvalente et modulable située dans le quartier de la Chapelle à Paris (18e arrondissement) en France. Inaugurée le 11 février 2024, elle a été spécialement construite pour les Jeux olympiques d'été de 2024.
La salle a une capacité de 8 000 places assises pour les événements sportifs et de 8 500 places pour les concerts-spectacles. Elle est la résidence du Paris Basketball, ainsi que du PSG Handball pour ses grandes affiches.

## Historique
D'abord connue sous son nom de projet « Arena II », l'Arena Porte de la Chapelle est construite entre début mars 2020 et janvier 2024. Elle est construite par le groupe Bouygues, le chantier étant financé à parité par la ville de Paris et la société de livraison des ouvrages olympiques.
Une proposition du groupe communiste au conseil de Paris est adoptée en 2022 pour dénommer la salle Alice Milliat, militante du sport féminin. Cette nageuse, hockeyeuse et rameuse décédée en 1957, s'était notamment battue pour que le sport féminin soit reconnu aux jeux olympiques : elle avait par exemple organisé les jeux mondiaux féminins à Paris en 1922. Mais cette proposition n'est pas retenue, le principe du nommage pour la salle ayant été voté par le conseil de Paris dès 2019. Finalement, le 8 juillet 2022, le conseil de Paris vote l'attribution du nom « Adidas Arena » à la salle, officialisant ainsi le premier nommage d'une enceinte sportive par la marque Adidas, assorti d'un parrainage annuel de 2,1 millions d'euros. En contrepartie, le nom d'Alice Milliat est donné à l'esplanade devant l'Arena.
Elle est inaugurée le 11 février 2024 à l'occasion du match de Championnat de France de basket-ball entre Paris et Saint-Quentin,, remporté 87 à 65 par Paris.
Elle devait initialement accueillir les épreuves de lutte et le tournoi préliminaire masculin de basket-ball des Jeux olympiques d'été de 2024, avant d'héberger le tournoi paralympique de tennis de table. Finalement, les épreuves olympiques de badminton puis de gymnastique rythmique s'y déroulent, suivies par le parabadminton et la force athlétique.

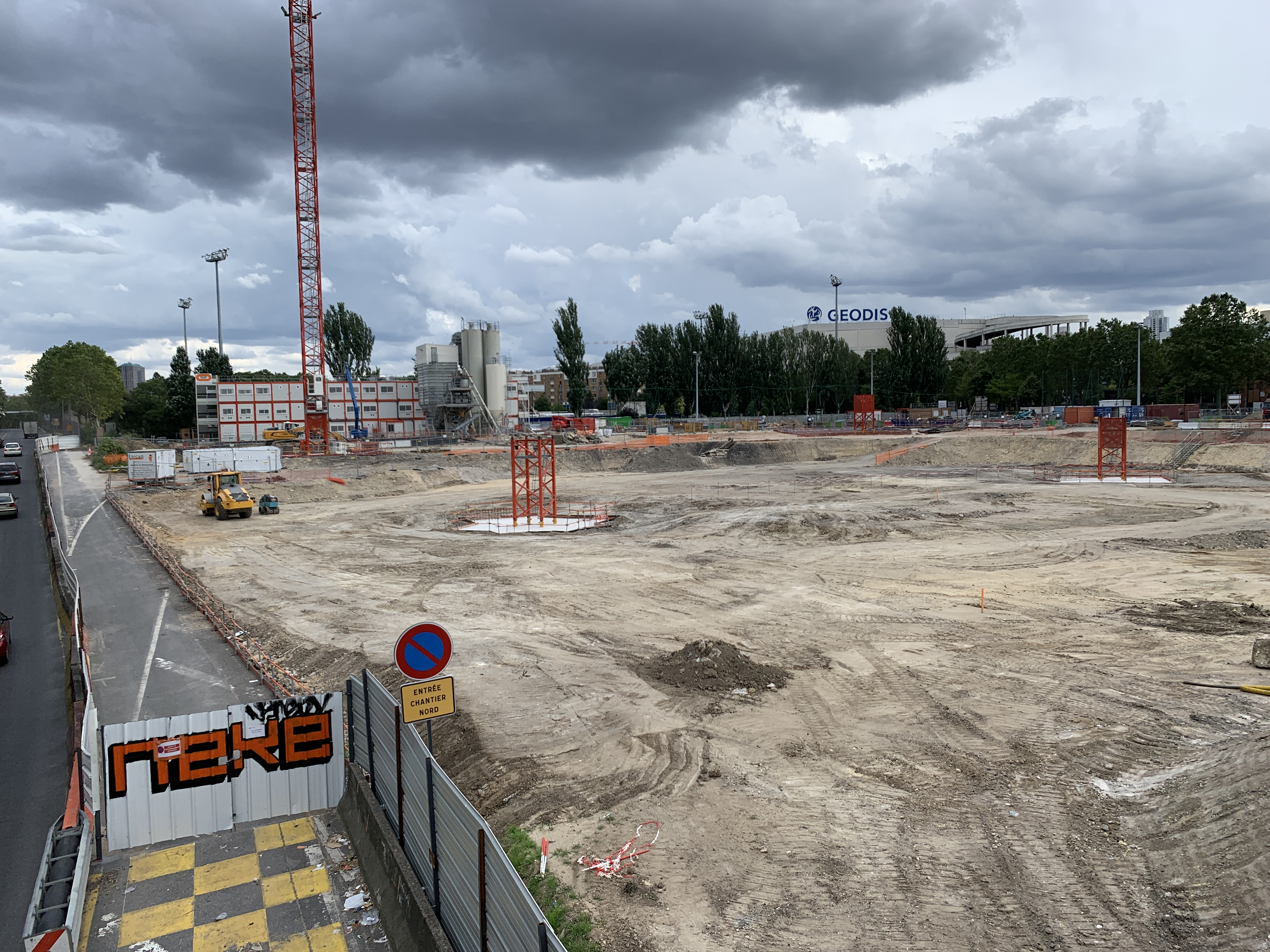
Début du chantier en juillet 2021.
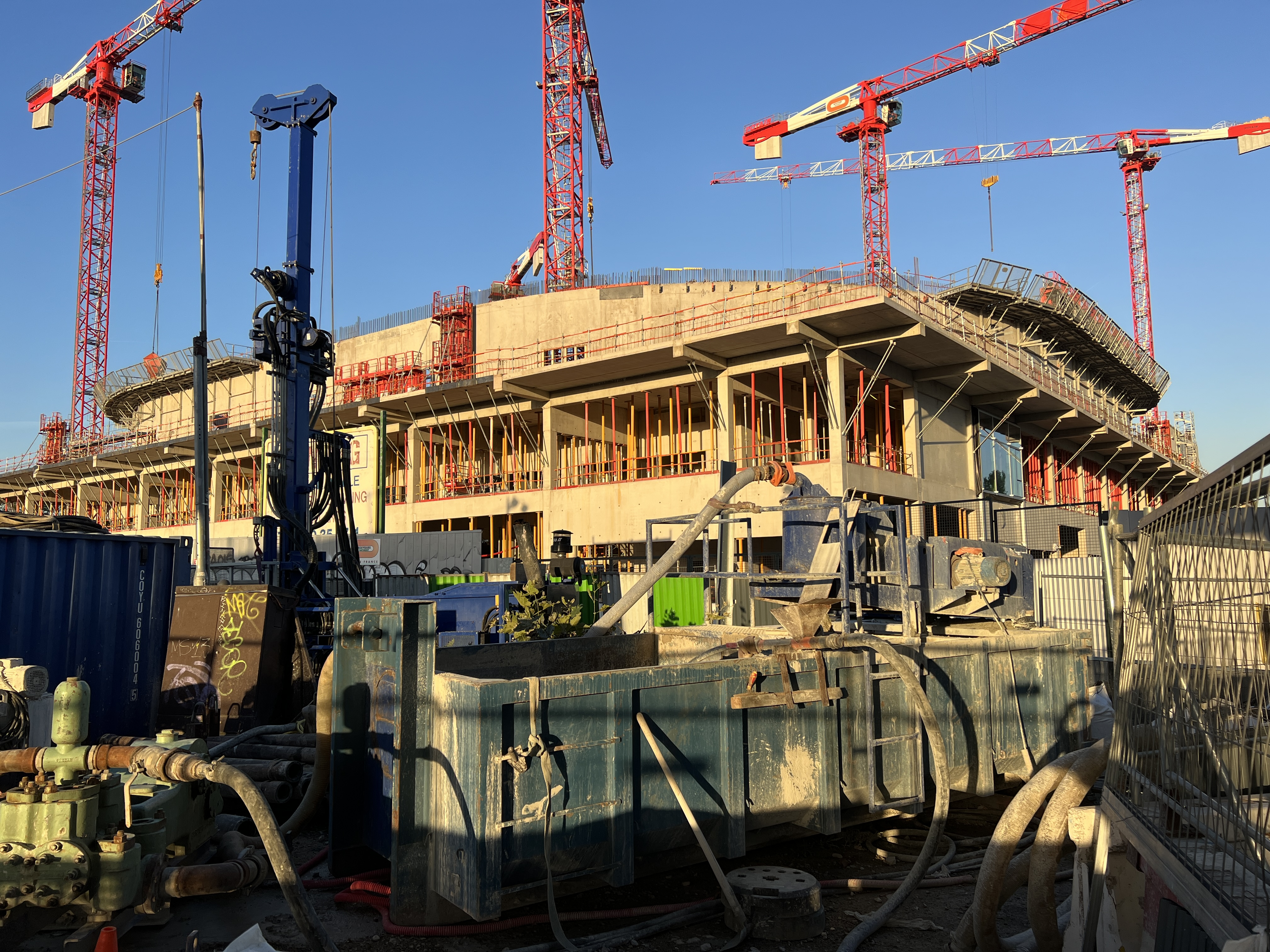
Construction de la toiture en octobre 2022.
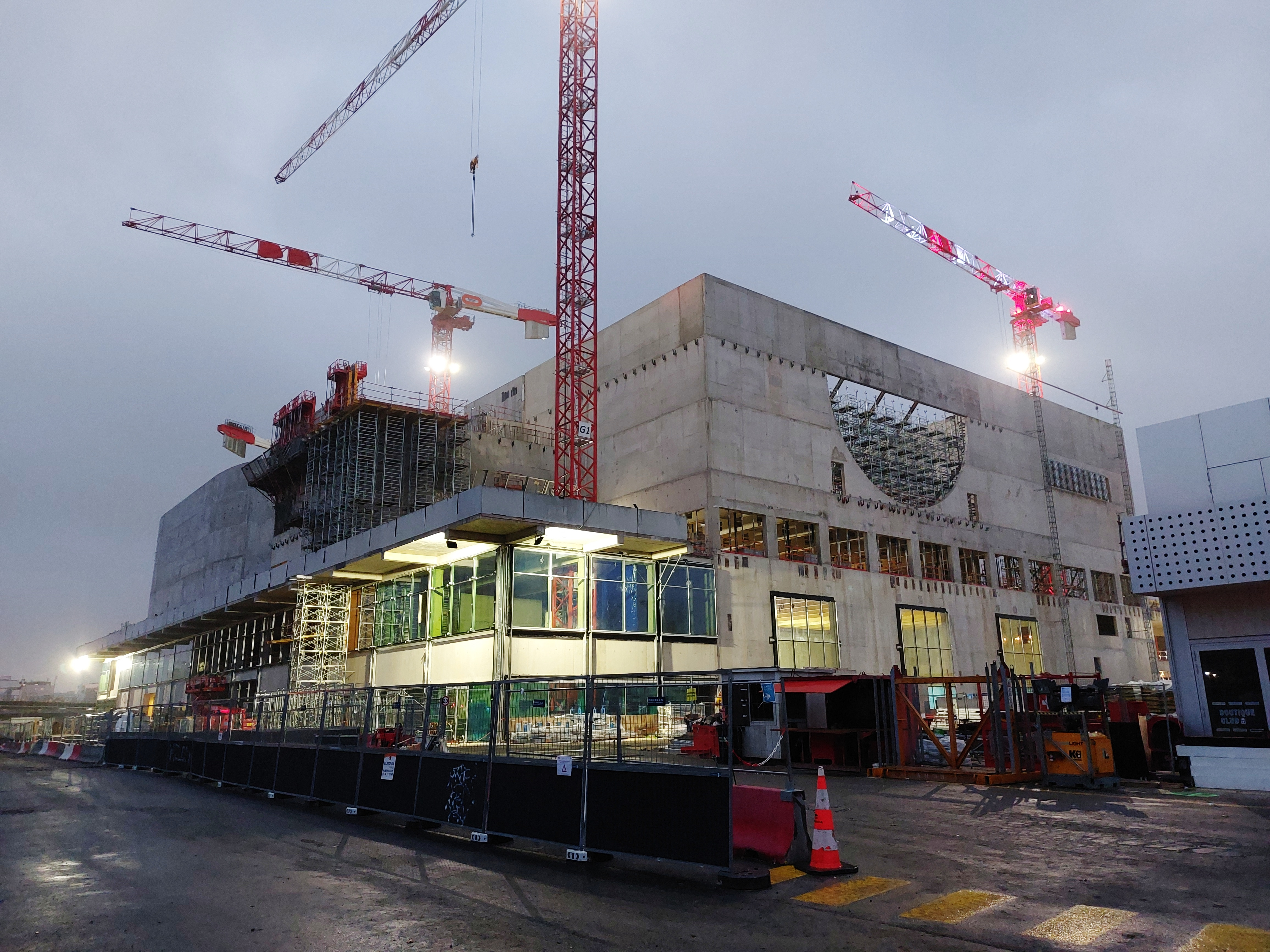
Le chantier en décembre 2022.
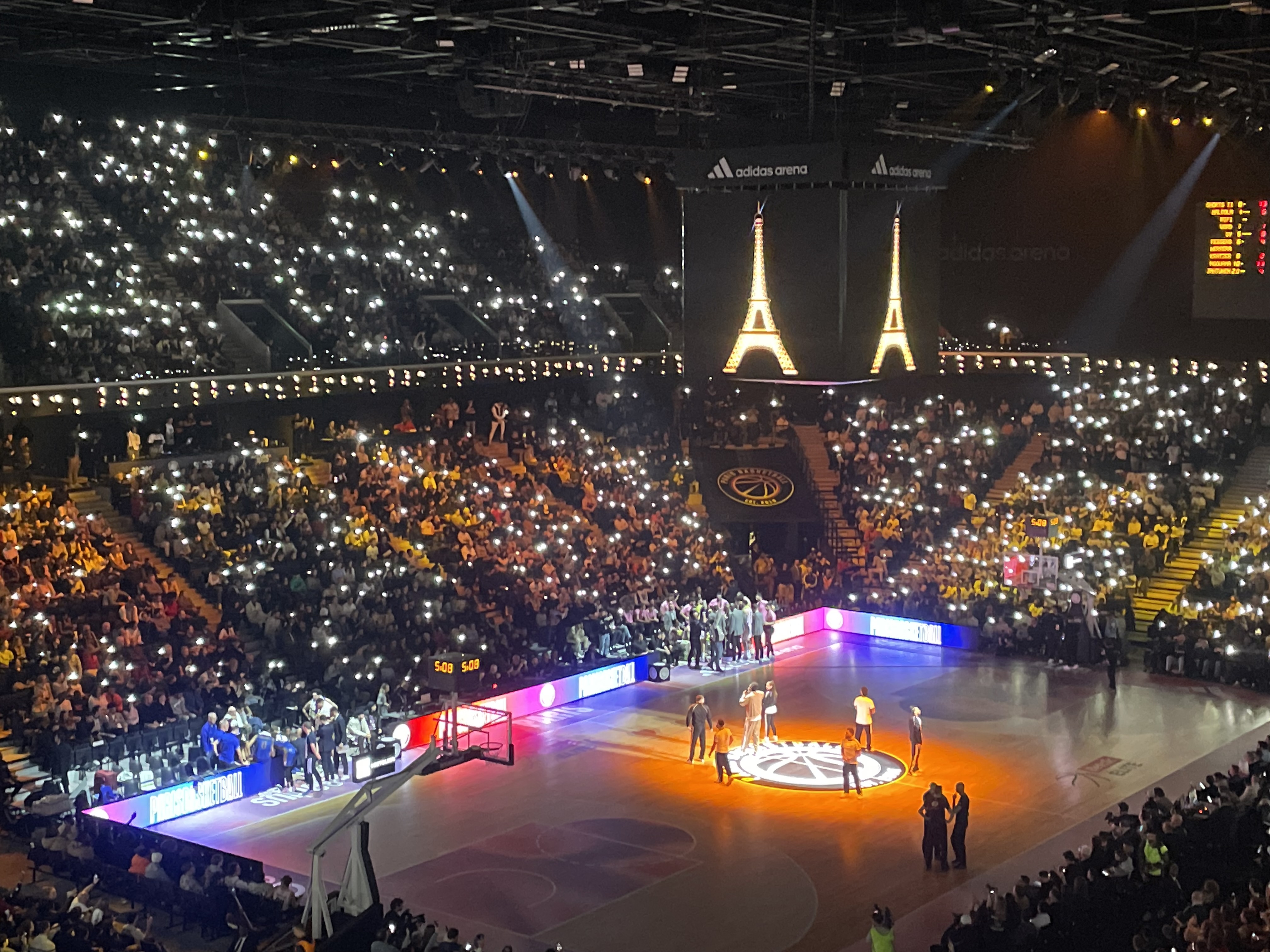
Animation durant le match inaugural.

## Construction et exploitation de personnes sans papiers
L'entrepreneur principal ainsi que les sous-traitants ont été l'objet d'un reportage concernant l'exploitation de sans papiers afin que le stade soit prêt pour les Jeux Olympiques. Des accords sont trouvés avec Bouygues, la Ville de Paris et les sous-traitants.
Les exploitants refusant de fournir les papiers adéquats pour la régularisation de nombreux salariés sans papiers ont été contraints de donner les documents demandés afin que les salariés soient régularisés.
Après des accords, le constructeur refuse l'entrée à des travailleurs liés aux accords. Il a fallu que la Mairie de Paris soit plus ferme et apporte un soutien aux travailleurs.

## Description
D'une surface de 20 000 m2, l'Arena Porte de la Chapelle comporte une grande salle polyvalente de 8 000 places, ainsi que deux gymnases nommés Alice Coachman et Aimée Lallement, destinés aux clubs locaux et aux habitants.
L'Arena Porte de la Chapelle peut également accueillir des concerts. Sa capacité d'accueil est de 8 500 personnes pour ce type d'événements.
Les sièges du stade sont produits à base de déchets plastique recyclés par le transformateur Le Pavé.

## Utilisation

### Evènements sportifs
- Jeux olympiques d'été de 2024
- Jeux paralympiques d'été de 2024
- Championnats du monde de badminton 2025